# Martinček
Martinček é um município da Eslováquia, situado no distrito de Ružomberok, na região de Žilina. Tem 2,48 km² de área e sua população em 2018 foi estimada em 450 habitantes.

## Demografia
| Ano:        | 1994 | 2004   | 2014   | 2024    |
| ----------- | ---- | ------ | ------ | ------- |
| Broj ljudi: | 386  | 383    | 416    | 466     |
| Razlika:    |      | -0,77% | +8,61% | +12,01% |

| Ano:               | 2023 | 2024   |
| ------------------ | ---- | ------ |
| Número de pessoas: | 449  | 466    |
| Diferença:         |      | +3,78% |